# Gander (rivier in Canada)
De Gander (Engels: Gander River) is een 50 km lange rivier in het noorden van het eiland Newfoundland in de Canadese provincie Newfoundland en Labrador.

## Verloop
De Gander vormt de afvoer van Gander Lake. Hij laat dit meer achter aan het einde van een langgerekte baai aan de westelijke noordkust. Onmiddellijk aan die uitstroom liggen de met elkaar vergroeide gemeenten Glenwood en Appleton. Deze aan de Trans-Canada Highway gelegen dorpen zijn de enige plaatsen aan de rivier. Verder stroomafwaarts mondt de Salmon River uit aan de linkerkant in de rivier.
De rivier de Gander stroomt aanvankelijk naar het noordoosten en draait geleidelijk in noordnoordoostelijke richting. Hij mondt uiteindelijk na 50 km uit in het hoofdeinde van de langgerekte Gander Bay aan de noordkust van Newfoundland.
De Gander overbrugt een hoogteverschil van 29 m. Als de Northwest Gander als bovenloop gerekend wordt bedraagt de totale rivierlengte 175 km.

## Hydrologie
De rivier de Gander heeft een stroomgebied van ongeveer 5.050 km². De gemiddelde afvoer bij het Big Chute-meetpunt bij rivierkilometer 45 is 121 m³/s. De hoogste maandelijkse uitstroom vindt plaats in april en mei. De gemiddelde maandelijkse afvoer in deze twee maanden is respectievelijk 250 en 243 m³/s.

## Zalmen
De Gander is een van de tientallen Newfoundlandse rivieren die Atlantische zalmen jaarlijks gebruiken voor hun paaitrek.

## Galerij

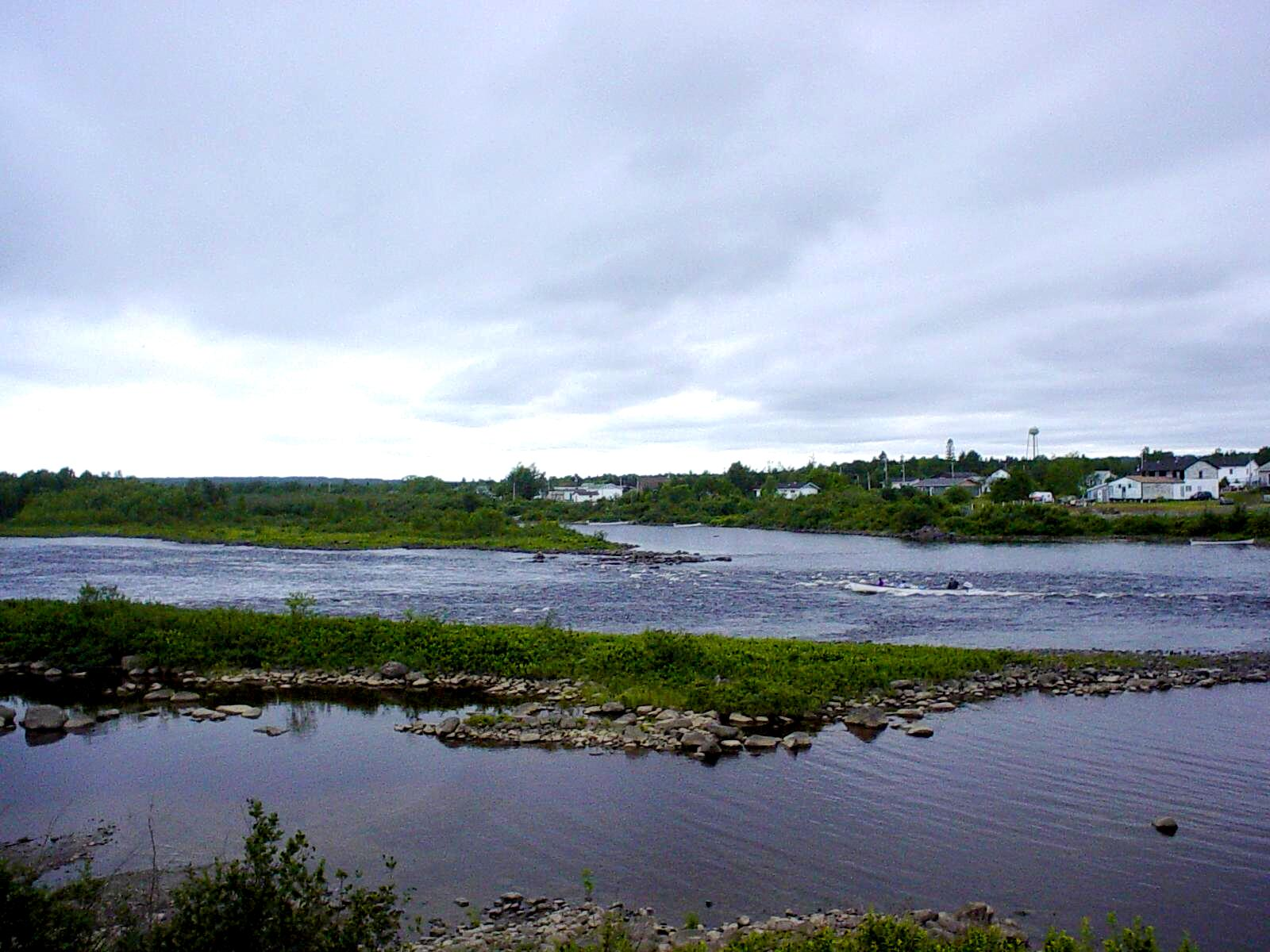
Zicht op de Gander met aan de overkant Appleton
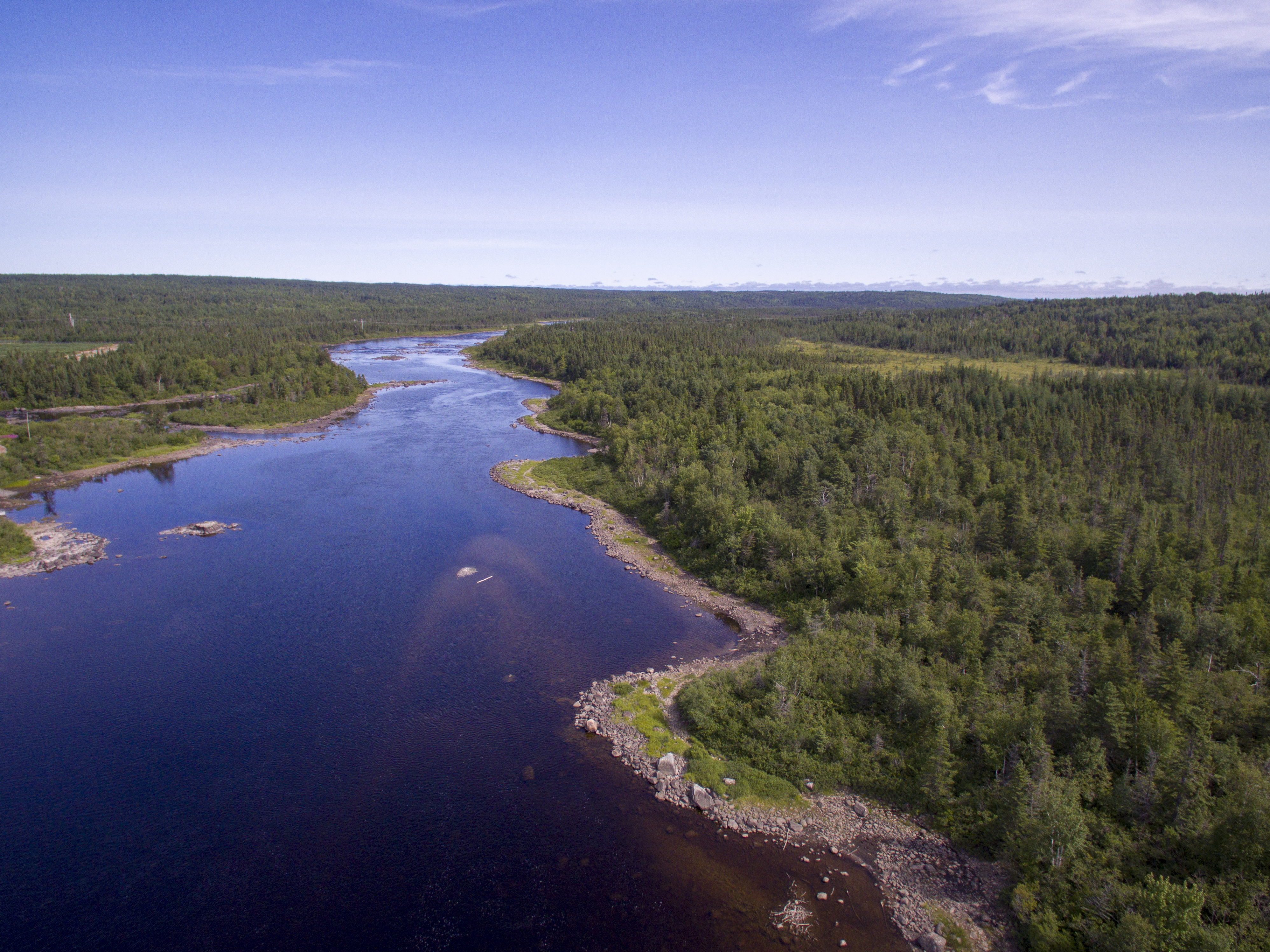
De Gander net ten noorden van Glenwood en Appleton